# A briwele der mamen
A briwele der mamen (jiddisch אַ בריוועלע דער מאַמען ‚Ein Brief an die Mutter‘, russisch А бривеле дер мамен) ist ein Stummfilm  von Abram M. Smolenski von 1911. Er war einer der ältesten jiddischen Filme überhaupt.

## Handlung
In dem Film geht es vor allem um den Abschied und Weggang eines Sohnes von Zuhause.

## Hintergründe
Der Theaterregisseur Abram Smolenski drehte diesen Film mit seinem jiddischen Theaterensemble (wahrscheinlich Wandertheater). Der Titel stammte von dem populären Lied A brivele der mamen von 1907.
Die Uraufführung erfolgte im November 1911 im Elektrischen Theater (Electric theatre) in Minsk mit dem deutschen Titel Ejn brif fjur di mutter .
Am 2. November 1912 wurde der Film erneut in Jekaterinoslaw aufgeführt, diesmal mit dem jiddischen Titel A briwele der mamen.
Von Abram M. Smolenski sind keine weiteren Filme bekannt.